# Kim Minh, Khai Phong
Kim Minh (tiếng Trung: 金明区, Hán Việt: Kim Minh khu) là một quận thuộc địa cấp thị Khai Phong (开封市), tỉnh Hà Nam, Cộng hòa Nhân dân Trung Hoa. Quận này có diện tích 252 km2, dân số năm 2005 là 180.000 người. Quận này có các đơn vị hành chính gồm trấn Đường Hoa Dinh và hương Tây Giao.	